# Herderstraat/Herderinnestraat
De Herderstraat en Herderinnestraat zijn twee straten in de Zuid-Hollandse gemeente Den Haag, in stadsdeel Centrum, in de buurt Zuidwal. De twee straten liggen in elkaars verlengde.

## Historie
Beide namen zijn vastgesteld in de 17e eeuw. De naam Herderstraat is vernoemd naar de toenmalige herberg "De Getrouwde Harder". De Herderinnestraat is vernoemd naar een huis dat op de hoek met de Nieuwe Breestraat stond en "De Getrouwde Herderinne" werd genoemd. De Herderinnestraat werd ook wel Lange Herderstraat genoemd.
In de Herderinnestraat op no. 7 heeft het bekende schrijversduo Aagje Deken & Betje Wolff gewoond. Dit pand uit 1641 bestaat nog en is het oudste trapgevel-pand in Den Haag. Het was zwaar verwaarloosd maar is na 2011 gerestaureerd.

## Tramlijn
Nu onvoorstelbaar, maar door beide straten reden jarenlang trams. De Herderstraat was samen met de He(e)renstraat en de poorten van het Binnenhof één van de krapste doorgangen in de residentie waar ooit trams reden. Het was amper breed genoeg voor één tram. Op die locaties was er namelijk geen beter alternatief. De Grote Marktstraat was er nog niet; die werd pas geopend in 1926. Daarvoor reed al het verkeer, voor zover dat er al was, dus door die nauwe straatjes; vanaf 1906 reed tramlijn 6 (Station HS-Paralellweg-Vaillantlaan-Hobbemastraat-Om en Bij-Plein) grotendeels op één spoor in beide richtingen door vijf opeenvolgende smalle straten; komende van het Om en Bij ging het via: Ho(o)ge Zand, Herderinnestraat, Herderstraat, Gedempte Burgwal, en Gedempte Gracht. Bij de Boekhorststraat was er ook nog eens een zéér onoverzichtelijke kruising met het dubbelspoor van tramlijn 2 (Laakkwartier/Spoorwijk--Atjehstraat). Bovendien was er bij de Lange Beestenmarkt één verbindingsspoor voor twee richtingen van Hoge Zand via Lange Beestenmarkt naar en van de Prinsegracht. Richting het eindpunt op het Plein werden de laatste twee straten niet in beide richtingen bereden. In plaats daarvan werd gereden via Paviljoensgracht, Stille Veerkade, Amsterdamse Veerkade, en Spui. In 1926 wordt de route verlegd naar de nieuwe Grote Marktstraat. Sindsdien rijden er geen trams meer door die krappe straten.Er reden geen buslijnen door de Herderstraat / Herderinnestraat.